# Johannes Stark
Johannes Stark (Schickenhof, 15 april 1874 – Traunstein, 21 juni 1957) was een Duits natuurkundige en een van de belangrijkste pleitbezorgers van de nazistische "Arische fysica". Stark kreeg de Nobelprijs voor Natuurkunde voor zijn ontdekking van het dopplereffect in kanaalstralen en van de splitsing van spectraallijnen in elektrische velden. Het genoemde dopplereffect behelst de verschuiving van de spectraallijnen van ionen wanneer deze in beweging zijn ten opzichte van de waarnemer. Als de ionen naar de waarnemer toe bewegen verschuift hun spectrum naar hogere frequenties en als ze van de waarnemer af bewegen naar lagere. De splitsing van de spectraallijnen onder invloed van een elektrisch veld wordt tegenwoordig het starkeffect genoemd, een tegenhanger van het zeemaneffect, dat de invloed van een magnetisch veld op spectraallijnen beschrijft.

## Biografie

### Opleiding
Stark genoot een gymnasiale opleiding, eerst in Bayreuth en later in Regensburg. In 1894 begon hij zijn universitaire studie aan de Universiteit van München, waar hij natuurkunde, wiskunde, scheikunde en kristallografie studeerde. Hij studeerde in 1897 af op basis van zijn dissertatie over Newtonringen (dit zijn de veelkleurige ringen die soms zichtbaar zijn op plassen waar olie op drijft).

### Carrière
Vanaf 1897 was Stark als assistent van Eugen von Lommel verbonden aan het natuurkunde-instituut van zijn Alma Mater. In 1900 werd hij onbezoldigd docent aan de Universiteit van Göttingen. In 1906 werd hij bijzonder hoogleraar aan de technische hogeschool in Hannover en vandaar vertrok hij achtereenvolgens naar Aken, Greifswald en Würzburg, waar hij tot 1922 bleef. In 1919 won hij de Nobelprijs voor zijn onderzoek naar spectraallijnen en als gevolg hiervan kon hij zijn eigen laboratorium opzetten.
Na de machtsgreep van Hitler in 1933 tot aan zijn pensioen in 1939 was Stark de voorzitter van de Physikalisch-Technische Reichsanstalt (het Fysisch-Technische Rijksinstituut) en tevens voorzitter van de Deutsche Forschungsgemeinschaft, een belangrijke organisatie in de financiering van het wetenschappelijk onderzoek in Duitsland. Stark publiceerde meer dan 300 wetenschappelijke artikelen en kreeg in de jaren 1910 naast de Nobelprijs nog een aantal andere prijzen, zoals in 1915 de Matteucci Medal.

### Politiek
Stark was een dogmatisch tegenstander van de relativiteitstheorie en de kwantummechanica (ondanks het feit dat zijn eigen werk voor de kwantummechanica van groot belang was). Hij bestreed collega's die het wat dit betrof niet met hem eens waren en met name Albert Einstein, niet alleen met wetenschappelijke, maar ook met politieke middelen. In 1922 schreef hij Die gegenwärtige Krise der deutschen Physik, een bijtende aanval op zijn collega's die hem binnen de Duitse fysica in een isolement bracht. Hij zocht vervolgens zijn heil bij de nationalistische beweging en verklaarde al in 1924 zich verbonden te voelen met Adolf Hitler. In 1930 werd hij lid van de NSDAP.
Samen met Philipp Lenard (Nobelprijs 1905) probeerde hij een onderscheid te maken tussen een Arische en een Joodse natuurkunde, een onderscheid dat in Starks optiek veelal samenviel met dat tussen experimentele en theoretische natuurkunde. Stark bestreed de exponenten van de "Joodse" natuurkunde (overigens niet alleen Joodse fysici als Einstein, maar ook zogenaamde "Witte Joden" als Werner Heisenberg en Arnold Sommerfeld) te vuur en te zwaard en bediende zich hiervoor onder andere van de nationaalsocialistische propagandapers. Na de oorlog werd Stark berecht en veroordeeld tot vier jaar dwangarbeid. Een aantal bekende Duitse natuurkundigen, onder andere Heisenberg, Sommerfeld en Max von Laue, getuigden tegen hem. Het vonnis werd later echter herroepen.

### Persoonlijk
Stark was getrouwd met Luise Uepler. Zij kregen vijf kinderen. Zijn hobby's waren bosbouw en het kweken van fruitbomen.